# William Shadrach Knox

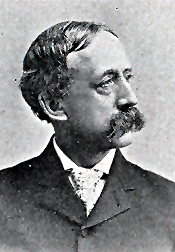
William Shadrach Knox

William Shadrach Knox (* 10. September 1843 in Killingly, Connecticut; † 21. September 1914 in Lawrence, Massachusetts) war ein US-amerikanischer Politiker. Zwischen 1895 und 1903 vertrat er den Bundesstaat Massachusetts im US-Repräsentantenhaus.

## Werdegang
Im Jahr 1852 zog William Knox mit seinen Eltern nach Lawrence, wo er die öffentlichen Schulen besuchte. Danach absolvierte er das Amherst College. Nach einem anschließenden Jurastudium und seiner 1866 erfolgten Zulassung als Rechtsanwalt begann er in Lawrence in diesem Beruf zu arbeiten. Zwischen 1875 und 1890 war er mehrfach juristischer Vertreter dieser Stadt. Gleichzeitig schlug er als Mitglied der Republikanischen Partei eine politische Laufbahn ein. In den Jahren 1874 und 1875 war er Abgeordneter im Repräsentantenhaus von Massachusetts.
Bei den Kongresswahlen des Jahres 1894 wurde Knox im fünften Wahlbezirk von Massachusetts in das US-Repräsentantenhaus in Washington, D.C. gewählt, wo er am 4. März 1895 die Nachfolge von Moses T. Stevens antrat. Nach drei Wiederwahlen konnte er bis zum 3. März 1903 vier Legislaturperioden im Kongress absolvieren. Dabei war er Vorsitzender des Ausschusses zur Verwaltung der amerikanischen Territorien. In diese Zeit fiel der Spanisch-Amerikanische Krieg von 1898.
Im Jahr 1902 verzichtete Knox auf eine weitere Kandidatur. Nach dem Ende seiner Zeit im US-Repräsentantenhaus wurde er Präsident der Arlington National Bank of Lawrence. Er starb am 21. September 1914 in Lawrence.